# Lista de fajãs dos Açores

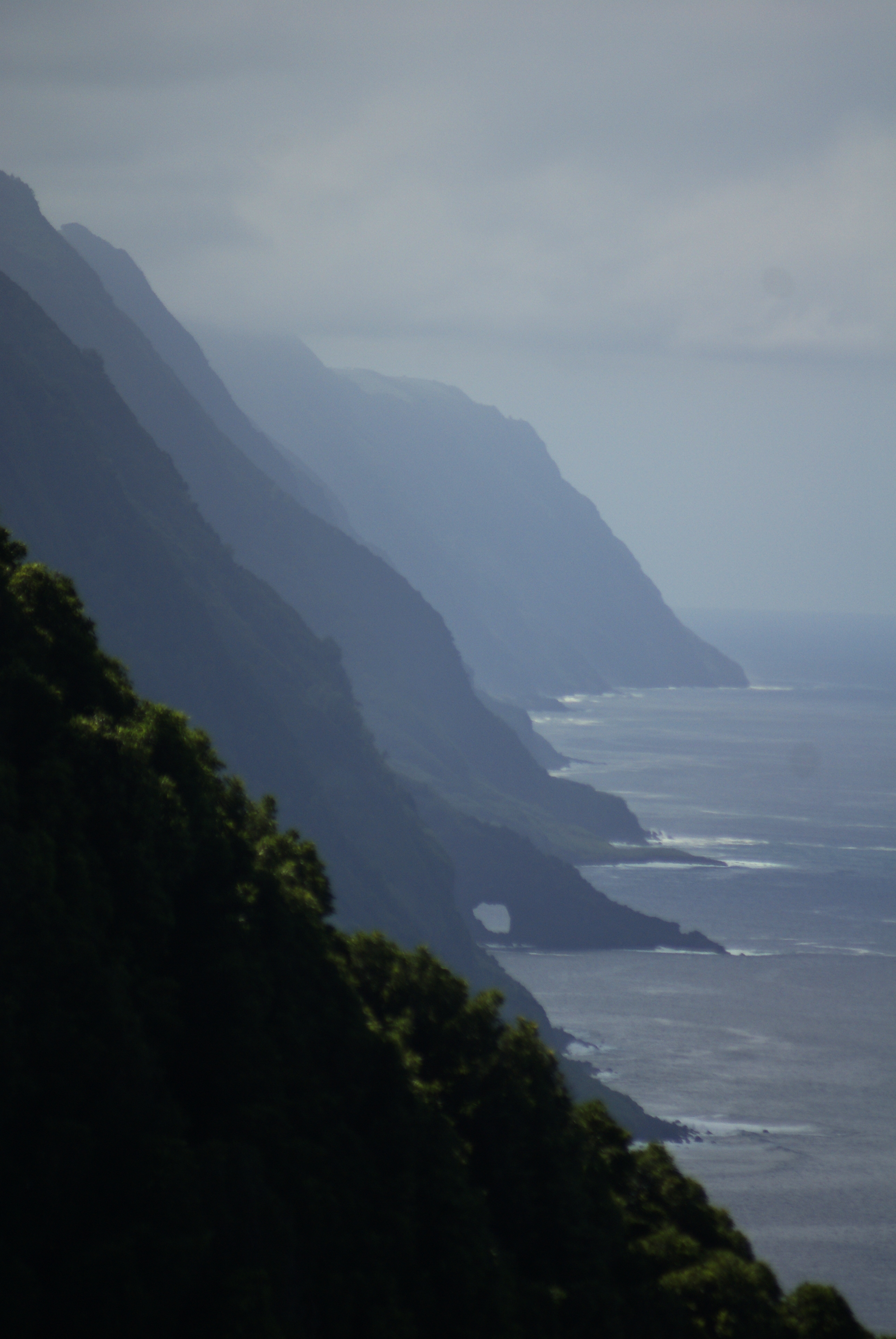
Paisagem vista a partir da Ribeira da Areia, Falésias da Costa Norte com Fajã da Ponta Furada, Fajã do Meio, Fajã de Vasco Martins e Fajã Rasa a destacarem-se na paisagem.

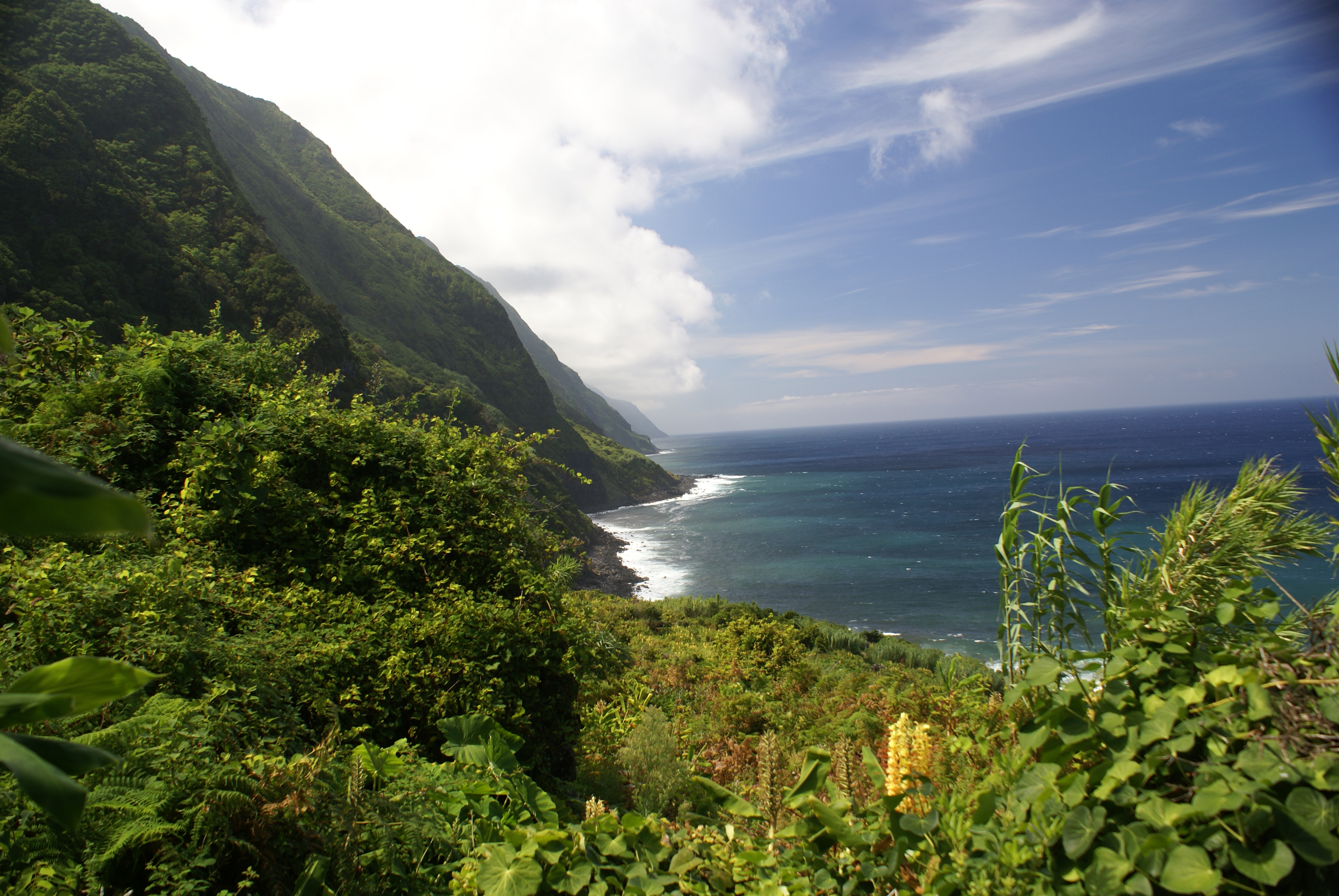
Fajã de Vasco Martins, falésias.

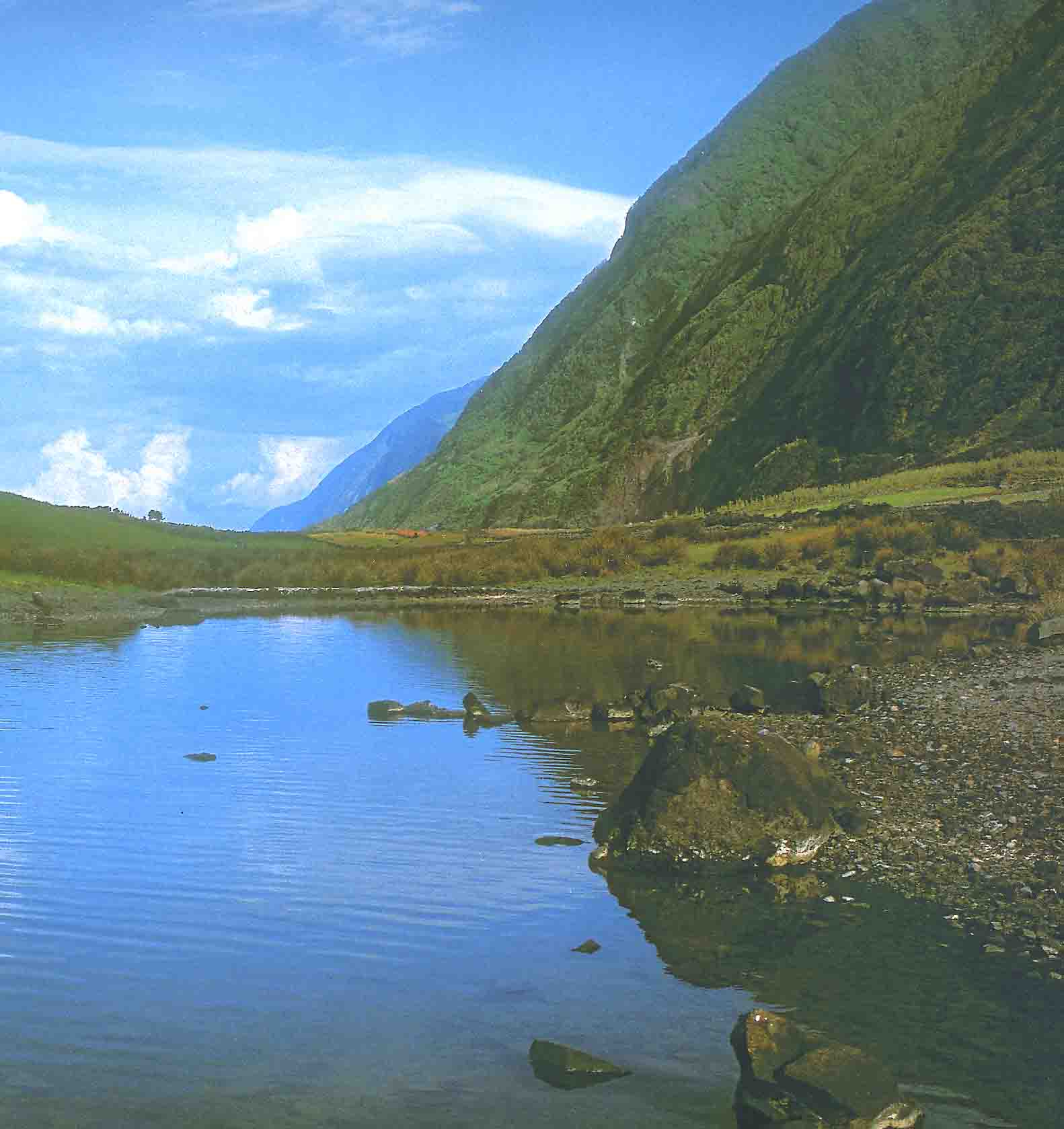
Lagoa da Fajã dos Cubres, voltada à Fajã da Caldeira de Santo Cristo.

## Ilha das Flores
- Fajã Grande
- Fajãzinha
- Fajã de Lopo Vaz
- Fajã da Ponta Ruiva
- Fajã do Conde

## Ilha do Faial
- Fajã do Varadouro
- Fajã da Praia do Norte

## Ilha do Pico
- Fajã da Baixa
- Calhau

## Ilha Graciosa
- Fajã da Folga
- Fajã da Beira Mar

## Ilha Terceira
- Fajã do Fischer
- Fajãzinha
- Fajã da Serreta

## Ilha de São Miguel
- Fajã do Calhau
- Fajã de Baixo
- Fajã de Cima

## Ilha de São Jorge
- Fajã Mata Sete;
- Fajã de Fernando Afonso;
- Fajã do Pedregalo;
- Fajã Amaro da Cunha;
- Fajã da Ermida;
- Fajã Maria Pereira;
- Fajã do Boi;
- Fajã de João Dias;
- Fajã do Calhau Rolado;
- Fajã do Centeio;
- Fajã do Valado;
- Fajã de Entre Poios;
- Fajã da Pelada;
- Fajã do Cerrado das Silvas;
- Fajã da Choupana;
- Fajã do Canto;
- Fajã da Vereda Vermelha;
- Fajã de Vasco Martins;
- Fajã Rasa;
- Fajã de Manuel Teixeira;
- Fajã das Fajanetas;
- Fajã da Ponta Furada;
- Fajã da Ponta Nova;
- Fajã do Caminho do Meio;
- Fajã de Além;
- Fajãzinha, ilha de São Jorge
- Fajã do Ouvidor;
- Fajã Isabel Pereira;
- Fajã da Ribeira da Areia;
- Fajã Chã;
- Fajã da Ponta Grossa ou do Mero;
- Fajã dos Azevinhos;
- Fajã das Funduras;
- Fajã da Abelheira:
- Fajã da Penedia;
- Fajã das Pontas;
- Fajã da Neca;
- Fajã da Betesga;
- Fajã dos Cubres;
- Fajã do Belo;
- Fajã dos Tijolos;
- Fajã da Caldeira de Santo Cristo;
- Fajã da Caldeira de Cima;
- Fajã Redonda;
- Fajã do Sanguinhal;
- Fajã do Nortezinho;
- Fajã do Norte Estreito;
- Fajã da Ribeira Funda;
- Fajã do Norte das Fajãs;
- Fajã do Salto Verde;
- Fajã do Castelhano;
- Fajã de Entre Ribeiras;
- Fajã das Cubas ou da Baleia;
- Fajã Fajanzinha;
- Fajã do Labaçal;
- Fajã da Rocha ou da Coqueira;
- Fajã do Cruzal;
- Fajã do Cardoso;
- Fajã da Saramagueira;
- Fajã de São João;
- Fajã de Além;
- Fajã do Ginjal;
- Fajã das Barreiras;
- Fajã do Cavalete;
- Fajã dos Bodes;
- Fajã da Fonte do Nicolau;
- Fajã dos Vimes;
- Fajã da Fragueira;
- Fajã Grande (Ilha de São Jorge);
- Fajã das Almas;
- Fajã do Negro;
- Fajã de Santo Amaro;
- Fajã do Lemos;
- Fajã das Feiteiras.